# Jestem
A Jestem (magyarul: Én vagyok) egy popdal, mely Lengyelországot képviselte a 2011-es Eurovíziós Dalfesztiválon. A dalt a lengyel Magdalena Tul adta elő lengyel nyelven.
A dalt a 2011. február 14-én rendezett lengyel nemzeti döntőn nyerte el az indulás jogát. A döntőben meggyőző fölénnyel, a telefonos szavazatok 44,47%-át begyűjtve végzett az első helyen a tízfős mezőnyben.
A dal első angol változatát Osmo Ikonen írta Magdalenával, mely a First Class Ticket To Heaven (magyarul: Első osztályú jegy a mennyországba) címet viseli, a végső angol változat címe Present (magyarul: Jelen). A Dalfesztiválon a dal eredeti verzióját adte elő.
Az Eurovíziós Dalfesztiválon a dalt először a május 10-én rendezett első elődöntőben adták elő, a fellépési sorrendben elsőként, a norvég Stella Mwangi Haba haba című dala előtt. Az elődöntőben 18 ponttal a tizenkilencedik, utolsó helyen végzett, így nem jutott tovább a május 14-i döntőbe. Lengyelországnak ez sorozatban harmadszor nem sikerült, és a verseny történetében először zártak a táblázat legalján.
A következő induló Donatan és Cleo My Słowianie (Slavic Girls) című dala lesz a 2014-es Eurovíziós Dalfesztiválon.